# Nora Owen
Nora Owen (née O'Mahony ; le 1er juin 1945) est une femme politique irlandaise du Fine Gael qui est ministre de la Justice de 1994 à 1997 et cheffe adjointe du Fine Gael de 1993 à 2001. Elle est Teachta Dála (TD) pour la circonscription de Dublin Nord de 1981 à 1987 et de 1989 à 2002.
Elle est présentatrice de l'émission d'actualité Midweek sur TV3.

## Jeunesse
Owen est née à Dublin en 1945. Elle est la sœur de Mary Banotti et la petite-nièce du leader révolutionnaire irlandais Michael Collins. Elle fait ses études au couvent dominicain du comté de Wicklow et à l'University College Dublin (UCD), où elle obtient son diplôme de chimiste industrielle.

## Carrière politique
Owen est élue pour la première fois au conseil du comté de Dublin en 1979 pour la circonscription électorale locale de Malahide. Elle est ensuite élue députée Fine Gael pour la première fois en 1981, servant jusqu'aux élections de 1987 où elle perd son siège. Cette année-là, elle devient membre de l'exécutif de Trócaire. Elle revient au Dáil Éireann après les élections générales de 1989. En 1993, elle devient vice-présidente du Fine Gael. L'année suivante, elle devient ministre de la Justice et reste à ce poste jusqu'en 1997. Elle lance un important programme de réforme du droit pénal comme le référendum sur la libération sous caution en 1996, qui conduit à la Bail Act de 1997, qui permet à un tribunal de refuser la libération sous caution aux personnes accusées d'une infraction grave lorsque cela est jugé nécessaire pour les empêcher de commettre une infraction grave. La journaliste Veronica Guerin est assassinée en 1996 et, par la suite, Owen crée le Bureau des avoirs criminels pour réprimer le crime organisé. En 2002, elle est la première députée Fine Gael à perdre son siège dans Dublin Nord lors des résultats désastreux des élections générales pour le parti.

## Carrière après la politique
Owen est la patronne de la Collins 22 Society, qui s'efforce de garder vivante la mémoire et l'héritage de Michael Collins. Elle travaille occasionnellement comme experte électorale. En août 2011, elle présente la version irlandaise de Mastermind sur TV3.